# Saint-Arey
Pour les articles homonymes, voir Arey (homonymie).
Saint-Arey est une commune française située dans le département de l'Isère en région Auvergne-Rhône-Alpes. Ses habitants sont appelés les Saint-Aroys.

## Géographie

### Situation et description
Saint-Arey est une commune de la Matheysine située à 9 km de La Mure et 54 km au sud de Grenoble, sur la rive droite du Drac.
Saint-Arey est séparé de Mayres-Savel par un grand ravin. À la limite de Saint-Arey, mais sur la commune de Mayres, se trouve « La Demoiselle », une formation rocheuse particulière,.

### Communes limitrophes
| Mayres-Savel |                     | Prunières |
|              | Saint-Arey          |           |
|              | Saint-Jean d'Hérans | Cognet    |

### Climat
Pour des articles plus généraux, voir Climat d'Auvergne-Rhône-Alpes et Climat de l'Isère.
En 2010, le climat de la commune est de type climat des marges montargnardes, selon une étude du Centre national de la recherche scientifique s'appuyant sur une série de données couvrant la période 1971-2000. En 2020, Météo-France publie une typologie des climats de la France métropolitaine dans laquelle la commune est exposée à un climat de montagne ou de marges de montagne et est dans la région climatique Alpes du sud, caractérisée par une pluviométrie annuelle de 850 à 1 000 mm, minimale en été.
Pour la période 1971-2000, la température annuelle moyenne est de 10,2 °C, avec une amplitude thermique annuelle de 18,6 °C. Le cumul annuel moyen de précipitations est de 895 mm, avec 9,1 jours de précipitations en janvier et 5,8 jours en juillet. Pour la période 1991-2020, la température moyenne annuelle observée sur la station météorologique de Météo-France la plus proche, « La Mure-radome », sur la commune de La Mure à 5 km à vol d'oiseau, est de 8,5 °C et le cumul annuel moyen de précipitations est de 948,6 mm,. Pour l'avenir, les paramètres climatiques de la commune estimés pour 2050 selon différents scénarios d'émission de gaz à effet de serre sont consultables sur un site dédié publié par Météo-France en novembre 2022.

### Hydrographie
Le territoire de la commune est bordé dans sa partie sud par le torrent du Drac, affluent de l'Isère et sous-affluent du Rhône.

### Voies de communication
Le territoire de la commune est situé hors des grands axes de circulation. Son territoire est traversé par la route départementale 116 (RD116).

## Urbanisme

### Typologie
Au 1er janvier 2024, Saint-Arey est catégorisée commune rurale à habitat très dispersé, selon la nouvelle grille communale de densité à sept niveaux définie par l'Insee en 2022.
Elle est située hors unité urbaine. Par ailleurs la commune fait partie de l'aire d'attraction de Grenoble, dont elle est une commune de la couronne,. Cette aire, qui regroupe 204 communes, est catégorisée dans les aires de 700 000 habitants ou plus (hors Paris),.

### Occupation des sols
L'occupation des sols de la commune, telle qu'elle ressort de la base de données européenne d’occupation biophysique des sols Corine Land Cover (CLC), est marquée par l'importance des forêts et milieux semi-naturels (70,5 % en 2018), en diminution par rapport à 1990 (72,2 %). La répartition détaillée en 2018 est la suivante : 
forêts (50,5 %), milieux à végétation arbustive et/ou herbacée (20 %), zones agricoles hétérogènes (16,7 %), prairies (10,8 %), eaux continentales (2 %). L'évolution de l’occupation des sols de la commune et de ses infrastructures peut être observée sur les différentes représentations cartographiques du territoire : la carte de Cassini (XVIIIe siècle), la carte d'état-major (1820-1866) et les cartes ou photos aériennes de l'IGN pour la période actuelle (1950 à aujourd'hui).

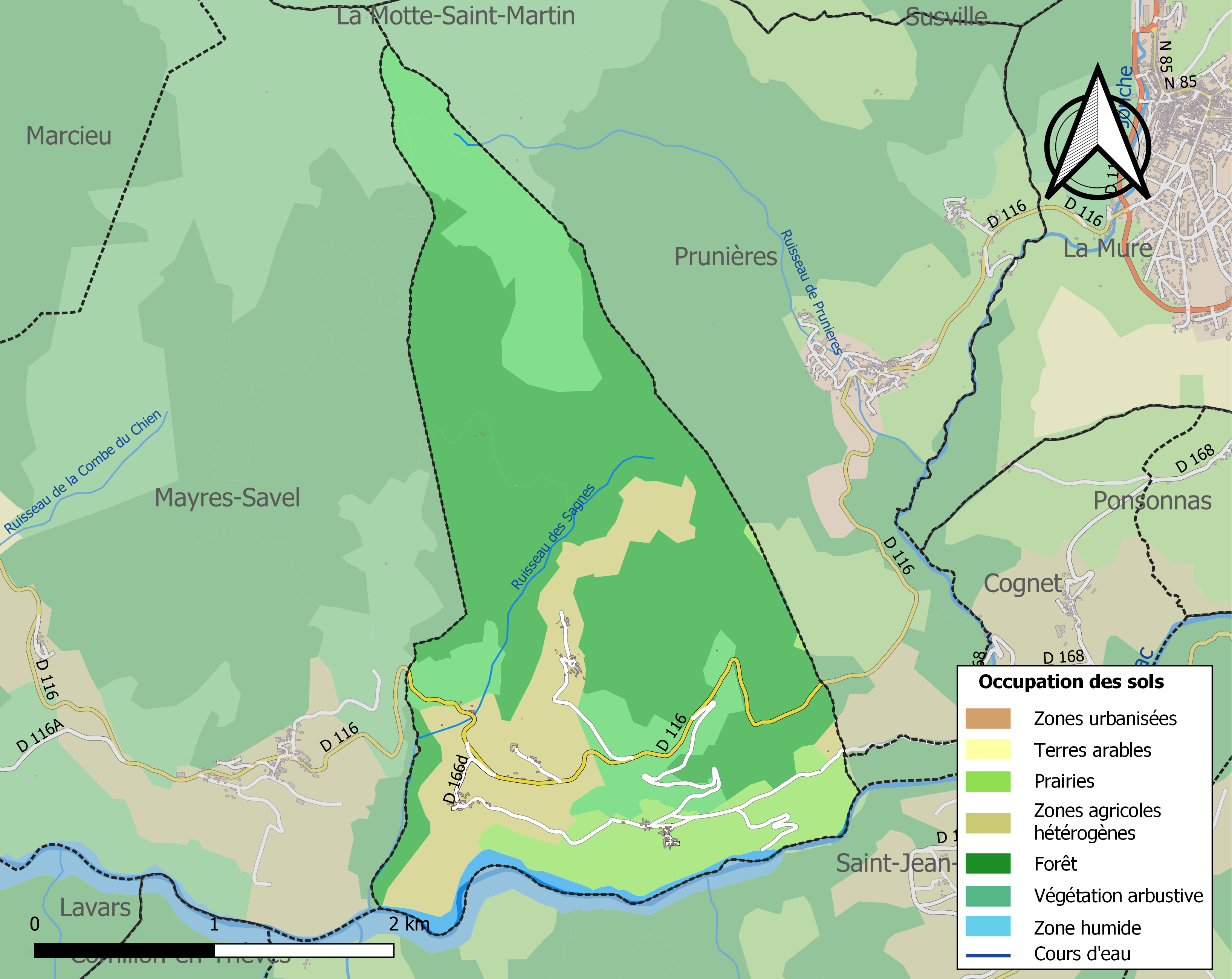
Carte des infrastructures et de l'occupation des sols de la commune en 2018 (CLC).

### Risques naturels et technologiques

#### Risques sismiques
L'ensemble du territoire de la commune de Saint-Arey est situé en zone de sismicité no 3 dite « modérée » (sur une échelle de 1 à 5), comme la plupart des communes de son secteur géographique. Il se positionne cependant non loin de la limite d'une zone sismique classifiée de « moyenne », située plus au nord.
| Type de zone | Niveau            | Définitions (bâtiment à risque normal) |
| ------------ | ----------------- | -------------------------------------- |
| Zone 3       | Sismicité modérée | accélération = 1,1 m/s2                |

### Lieux-dits et écarts
Principaux lieux-dits et écarts: Saint-Arey, le Mas, le Moulin, la Baume et Pellenfrey.

## Toponymie
La commune porte le nom de Saint Arey, Évêque de Gap entre 579 et 614. Il a aussi été Évêque de Grenoble par la suite et a poursuivi son sacerdoce dans le Trièves.

## Histoire
La première mention de la “Parrocchia Sancti Aregii” remonte à 1108.
À la fin du XVe siècle, la paroisse de Saint-Arey est sous le patronage des Saints Jacques et Philippe puis est réunie en 1665 avec la commune de Mayres.
L'Histoire minière du plateau Matheysin remonte à l'époque romaine. Le plus vieux document mentionnant l'exploitation des mines de Charbon date de 1261. À Saint-Arey se trouve une galerie qui se situe dans le fond de la gorge du Drac, au dessus de l'ancienne rivière. Cette galerie, creusée en 1919 et terminée en 1948, longue de 3 km, permettait l'exhaure. Cependant le barrage de Monteynard, mis en eau en 1962 a noyé cette galerie. Deux autres galeries ont existé sur la commune : 
- la galerie de Combe Neveuse a commencé à être creusée en 1959, en 1960 elle a débouché dans un karst rempli d'eau, le tracé de la galerie a alors été modifié. Beaucoup d'accidents ont eu lieu dans cette galerie à cause de nombreux dégagements instantanés de CO2. Le 23 aout 1983 l'exploitation de la galerie fut suspendue pour des raisons de sécurité par la direction des Houillères.
- la galerie de la Beaume se situe au dessus de la retenue du barrage de Monteynard-Avignonet, elle a commencé à être creusée en 1975 et a été achevée en 1987[18].

### Administration municipale

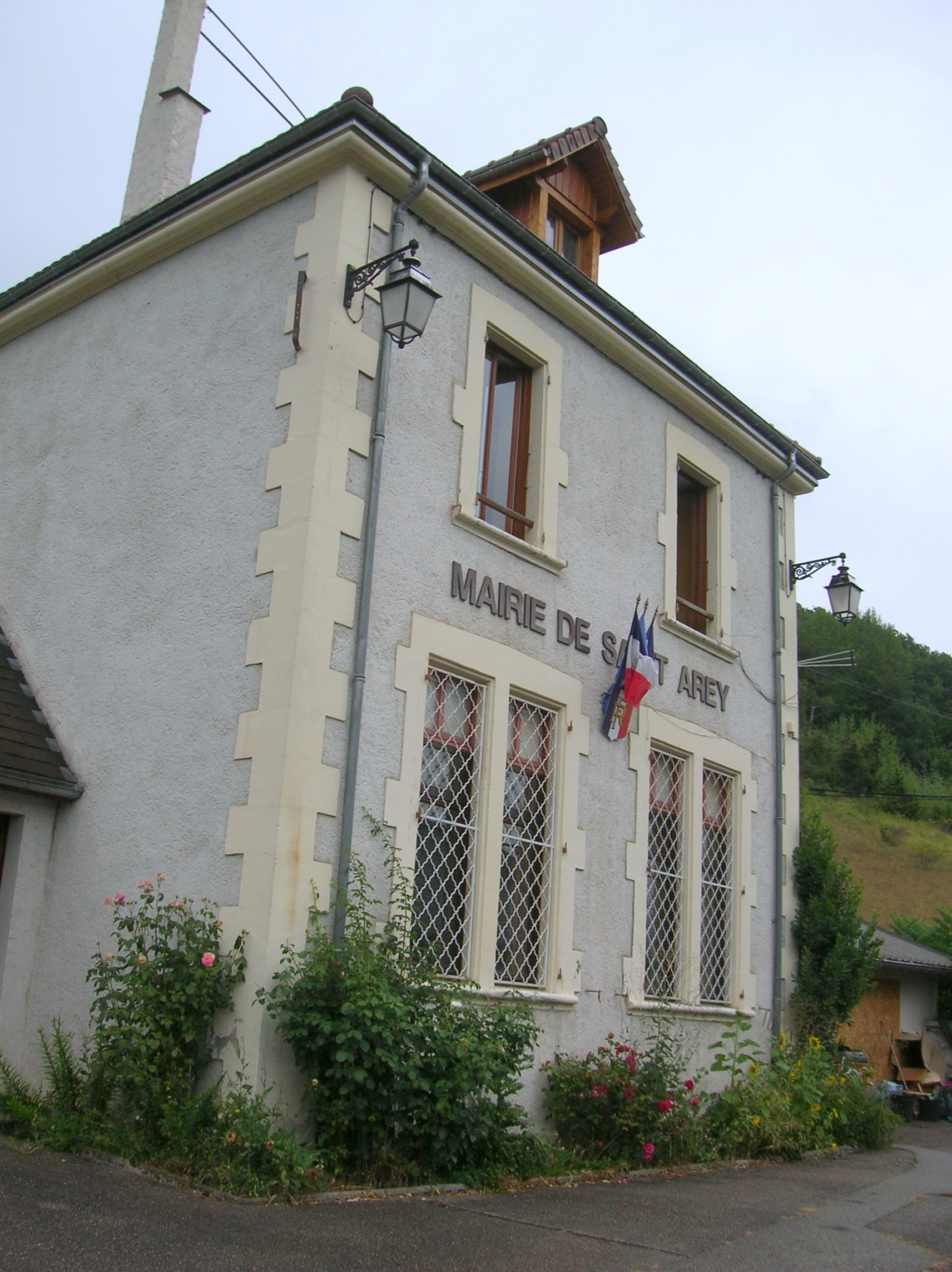
La mairie.

## Politique et administration

### Liste des maires
Les données antérieures à 2001 ne sont pas encore connues.
| Période | Période  | Identité        | Étiquette | Qualité                 |
| ------- | -------- | --------------- | --------- | ----------------------- |
| 2001    | 2020     | Patrice Mathieu | DVD       | Notaire                 |
| 2020    | En cours | Anne Stutz      |           | Profession scientifique |

### Intercommunalité
La commune de Saint-Arey fait partie du SIVOM du Lac de Monteynard-Avignonnet, elle fait aussi partie de la Communauté de Communes de la Matheysine depuis le 1er janvier 2014,.

## Population et société

### Démographie
L'évolution du nombre d'habitants est connue à travers les recensements de la population effectués dans la commune depuis 1793. Pour les communes de moins de 10 000 habitants, une enquête de recensement portant sur toute la population est réalisée tous les cinq ans, les populations de référence des années intermédiaires étant quant à elles estimées par interpolation ou extrapolation. Pour la commune, le premier recensement exhaustif entrant dans le cadre du nouveau dispositif a été réalisé en 2005.

En 2022, la commune comptait 73 habitants, en évolution de −12,05 % par rapport à 2016 (Isère : +3,07 %, France hors Mayotte : +2,11 %).
| 1793 | 1800 | 1806 | 1821 | 1831 | 1836 | 1841 | 1846 | 1851 |
| ---- | ---- | ---- | ---- | ---- | ---- | ---- | ---- | ---- |
| 171  | 179  | 210  | 191  | 201  | 222  | 209  | 211  | 212  |

| 1856 | 1861 | 1866 | 1872 | 1876 | 1881 | 1886 | 1891 | 1896 |
| ---- | ---- | ---- | ---- | ---- | ---- | ---- | ---- | ---- |
| 189  | 180  | 197  | 182  | 192  | 152  | 169  | 138  | 131  |

| 1901 | 1906 | 1911 | 1921 | 1926 | 1931 | 1936 | 1946 | 1954 |
| ---- | ---- | ---- | ---- | ---- | ---- | ---- | ---- | ---- |
| 128  | 105  | 95   | 86   | 87   | 81   | 102  | 70   | 90   |

| 1962 | 1968 | 1975 | 1982 | 1990 | 1999 | 2005 | 2006 | 2010 |
| ---- | ---- | ---- | ---- | ---- | ---- | ---- | ---- | ---- |
| 82   | 69   | 55   | 57   | 53   | 57   | 74   | 77   | 79   |

| 2015 | 2020 | 2022 | - | - | - | - | - | - |
| ---- | ---- | ---- | - | - | - | - | - | - |
| 83   | 77   | 73   | - | - | - | - | - | - |

### Manifestations culturelles et festivités
Saint Arey, patron de la commune, est fêté le 5 juin.
La fête du Sénépy est généralement organisé le dernier dimanche d’août

### Sports
Sur le territoire de la commune on trouve des sentiers équestres, pédestres et de randonnées VTT. Certains circuits relaient le lac du Monteynard et permettent un accès aux passerelles du Drac. Au lac du Monteynard il y a la possibilité de faire de la planche à voile et du kite surf.

### Médias
Le quotidien régional Le Dauphiné libéré consacre chaque jour, y compris le dimanche, dans son édition de Romanche et Oisans, un ou plusieurs articles à l'actualité de la communauté de communes, de son canton, ainsi que des informations sur les éventuelles manifestations locales.
La commune est située sur l'aire de diffusion de radio Ici Isère, une radio publique qui émet sur tout le territoire du département de l'Isère.

## Culture locale et patrimoine

### Lieux et monuments
- L'église Saint-Jacques-et-Saint-Philippe de Saint-Arey date du milieu du XIIe siècle.  Cependant la première pierre bénite a été posée par l’évêque le 11 mai 1840[16]. L'église a été largement rénovée notamment après 1680[17], mais la structure originale d'une nef unique de trois travées sur arcades terminée par une abside en cul-de-four n'a pas été modifiée au cours du temps.

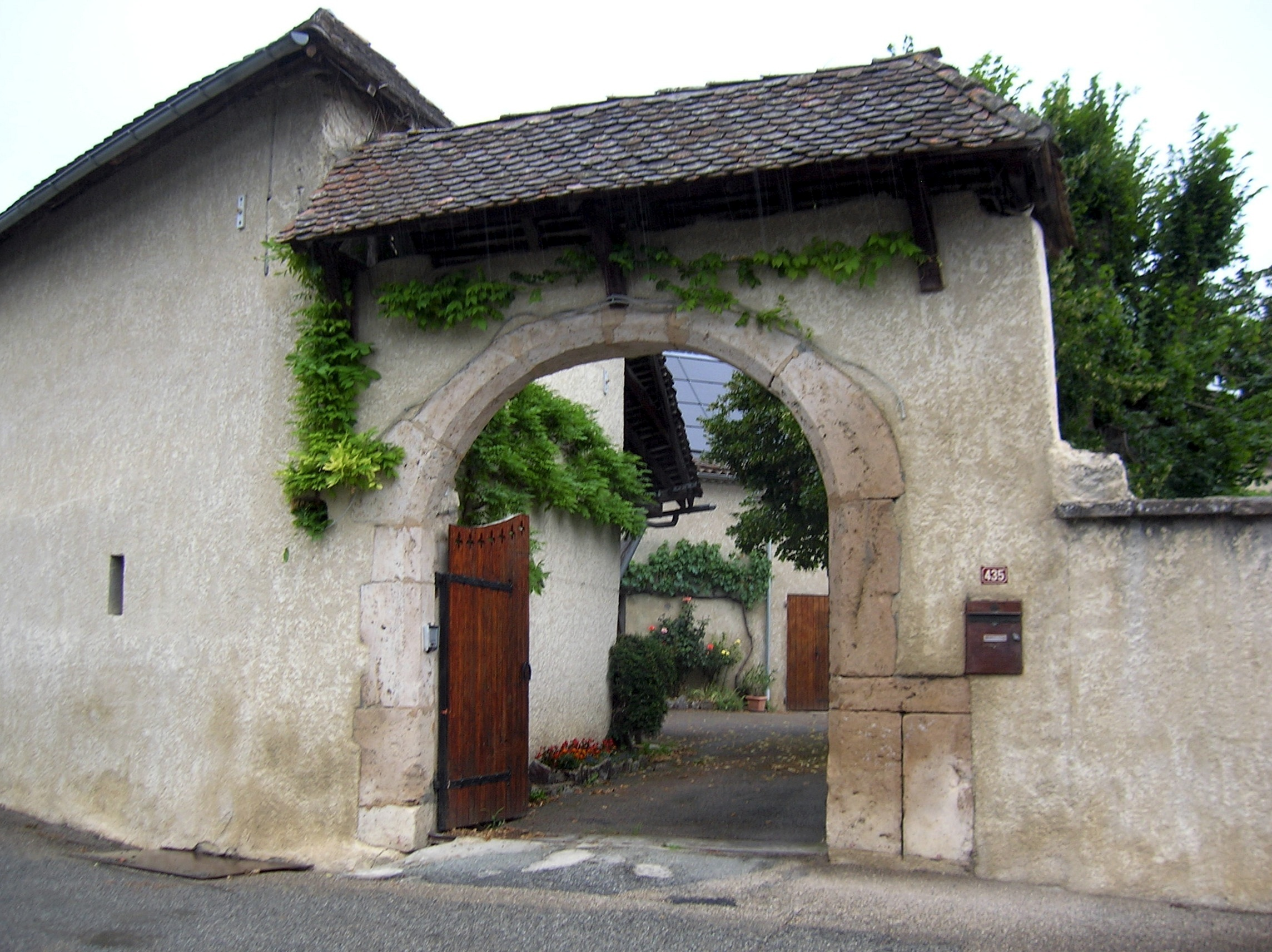
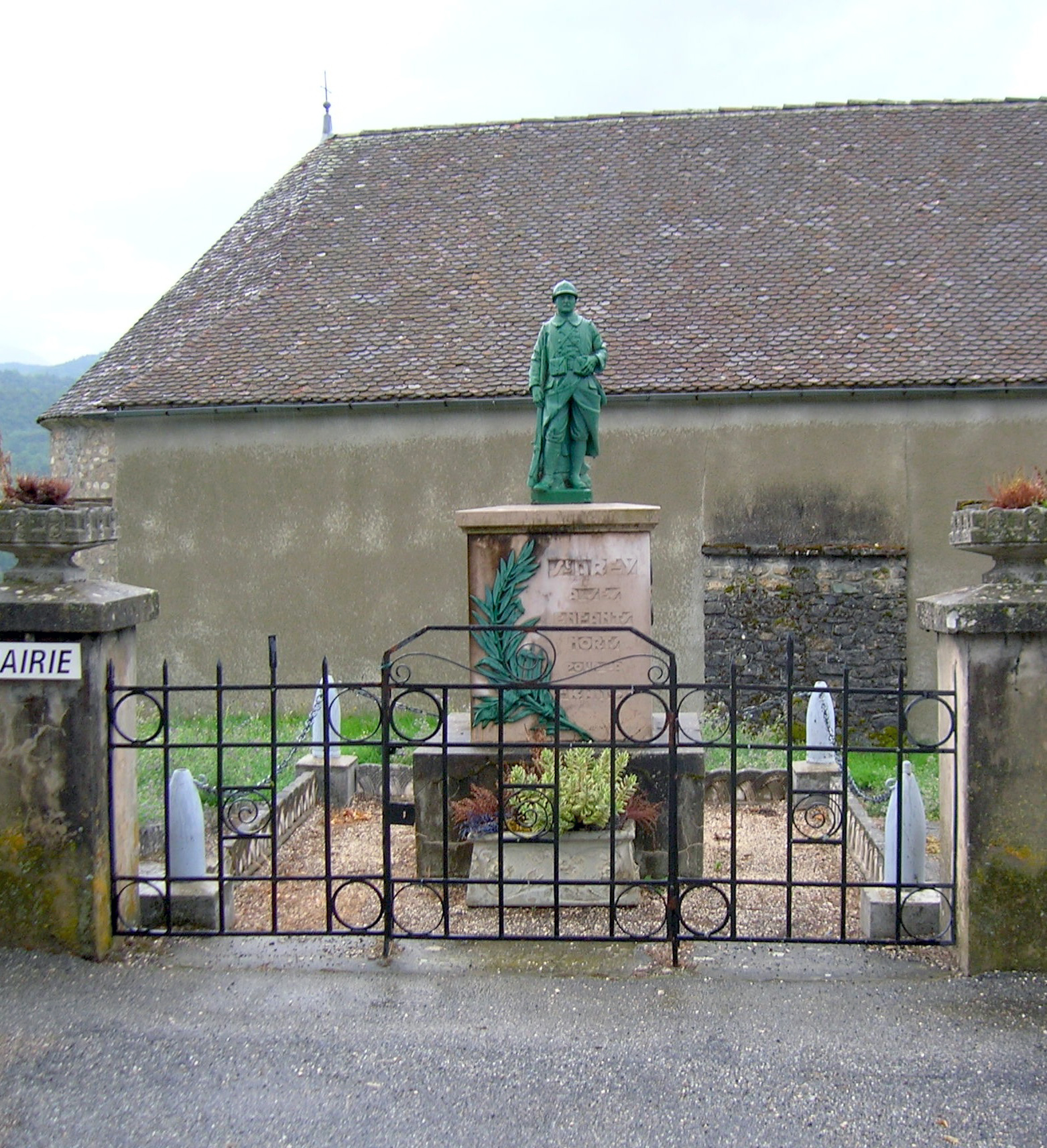
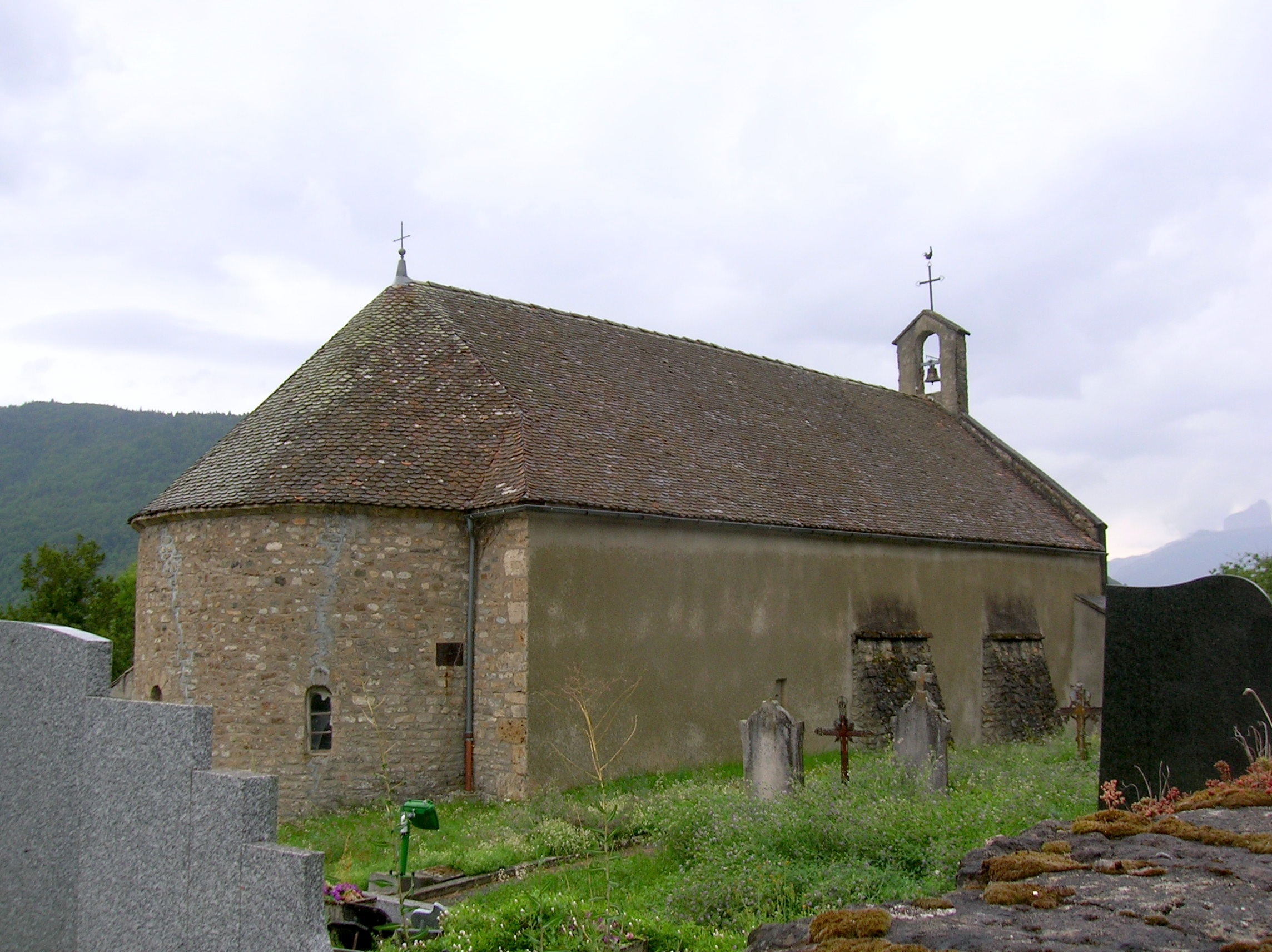
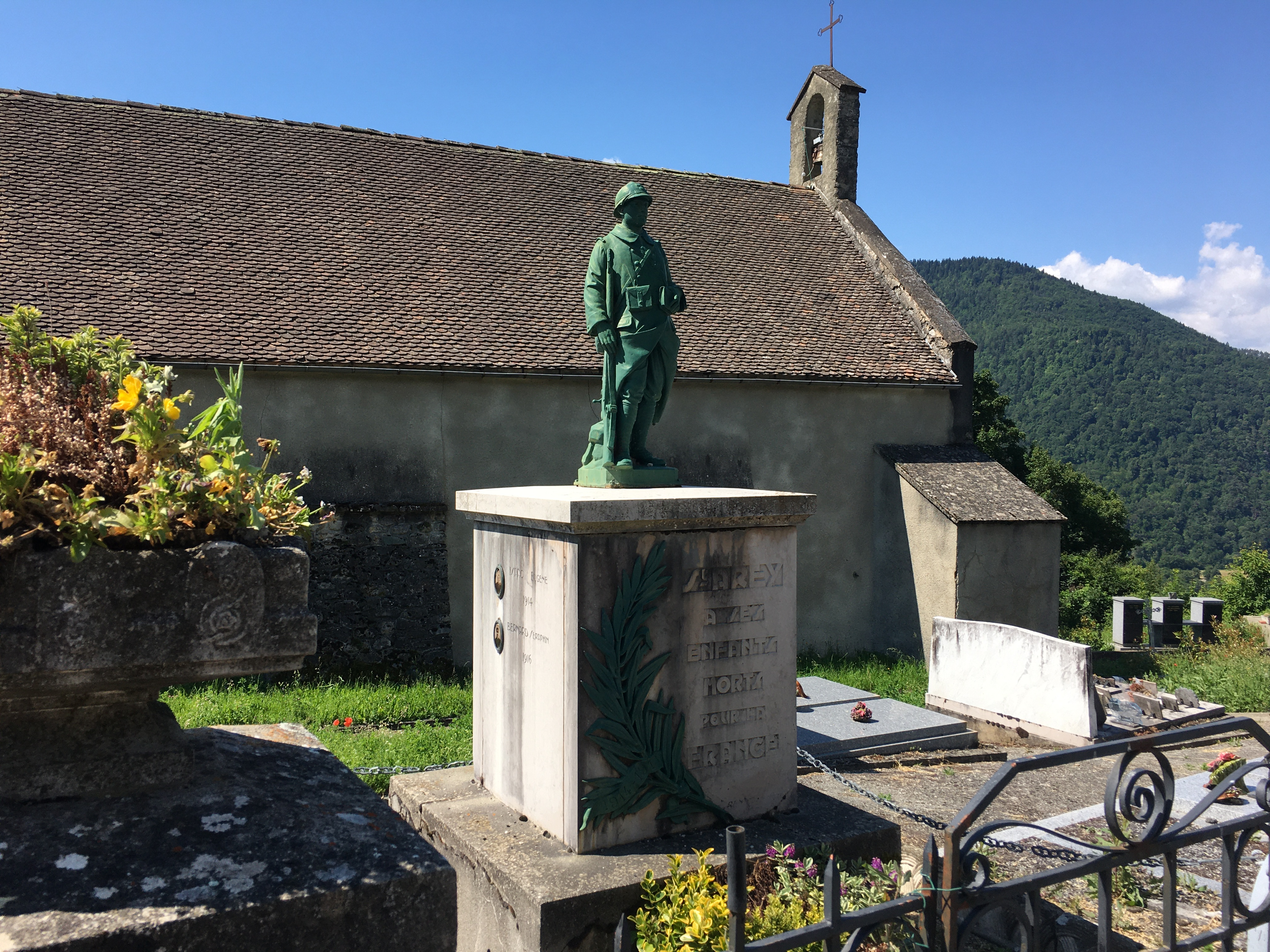
Le monument aux morts de Saint-Arey
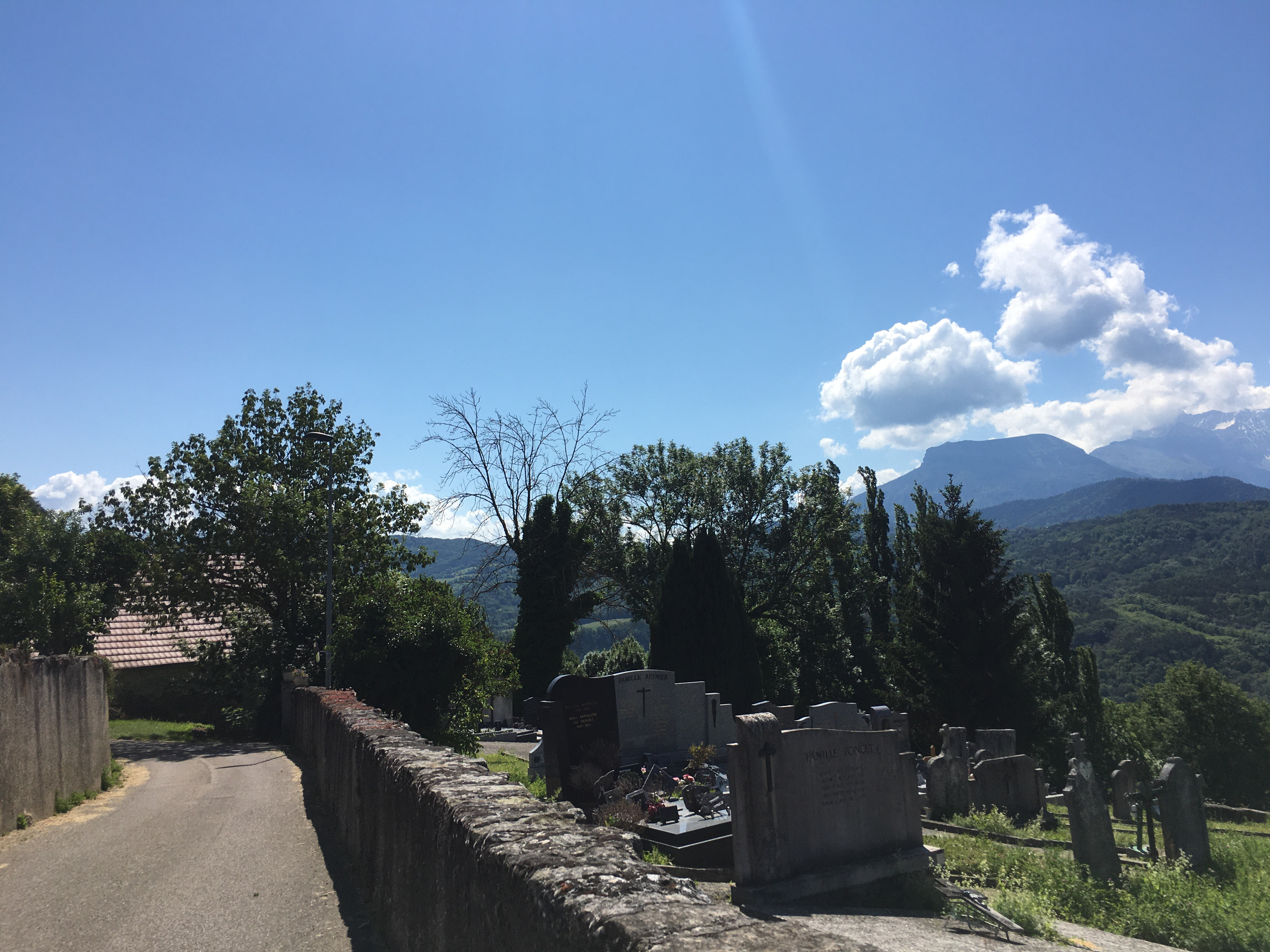
Le cimetière de Saint-Arey

- Les vestiges du four à chaux de Combe-Neveuse sont visibles sur la route D116, il s'ouvre la chaussée de celle-ci. La carrière qui est reliée à ce four se trouve en direction de Prunières[26].

### Patrimoine naturel
- La prédation du Loup sur les troupeaux s'accentue depuis 1998. En 2019, le Réseau Pastoral Auvergne Rhône-Alpes a créé un outil disponible pour les élus et éleveurs afin d'avoir des informations sur la prédation du Loup à Saint-Arey presque en temps réel. L'outil s'appelle Maploup[27].

### Héraldique
|  | Saint-Arey possède des armoiries dont l'origine et le blasonnement exact ne sont pas disponibles. |